# 20313 Fredrikson
A 20313 Fredrikson (ideiglenes jelöléssel 1998 FM122) a Naprendszer kisbolygóövében található aszteroida. A LINEAR projekt keretében fedezték fel 1998. március 20-án.